# Connor Williams
Connor Williams (Coppell, 12 maggio 1997) è un ex giocatore di football americano statunitense che ha militato nel ruolo di offensive guard nella National Football League (NFL).

## Carriera universitaria
Al college Williams giocò a football con i Texas Longhorns dal 2015 al 2017. Dopo essere stato premiato come All-American nel 2016, nell'ultima stagione subì un infortunio che gli permise di disputare solo 5 gare. Il 27 novembre 2017 annunciò la decisione di rinunciare all'ultimo anno di college e passare tra i professionisti.

## Carriera professionistica
Williams fu scelto nel corso del secondo giro (50º assoluto) del Draft NFL 2018 dai Dallas Cowboys. Debuttò come professionista partendo come titolare nella gara del primo turno contro i Carolina Panthers. Fu la guardia sinistra titolare per le prime otto partite prima di essere sostituito da Xavier Su'a-Filo. In seguitò disputò due gare come guardia destra titolare al posto dell'infortunato Zack Martin. La sua stagione da rookie si chiuse con 13 presenze.

### Miami Dolphins
Il 17 marzo 2022 Williams firmò un contratto biennale da 14 milioni di dollari con i Miami Dolphins.

### Seattle Seahawks
Il 6 agosto 2024 Williams firmó un contratto di un anno del valore di 6 milioni di dollari con i Seattle Seahawks. Il 15 novembre 2024, dopo nove partite della stagione, Williams annunció improvvisamente il ritiro.